# Karen Phillips
Karen Anne Phillips, född 4 maj 1966 i Nowra i New South Wales, är en australisk före detta simmare.
Phillips blev olympisk silvermedaljör på 200 meter fjäril vid sommarspelen 1984 i Los Angeles.